# あやまんJAPAN
あやまんJAPAN（あやまんジャパン）は、日本の女性エンターテインメント集団。

## 概要
宴会芸を発端とした、下ネタを交えたパフォーマンスを行う。音楽活動、舞台などでも活動している。
結成当時、サッカー南アフリカW杯の前であったことから、岡田JAPANに倣って「あやまんJAPAN」と名乗り、飲み会を「試合」と呼び、1晩に2〜6回、年400〜500「試合」をこなしていた。当初はあくまで素人の集団であったが、テレビ出演により広く知られるようになった。

## 略歴
きっかけは2009年頃、当時群馬県在住のあやまん監督が東京でのイベントコンパニオンの仕事帰りに先輩たちと夜通し飲み会をしていた際に、先輩たちの下ネタを交えた過激な盛り上がりに影響され、自ら友人を誘って六本木で夜な夜な飲み会を渡り歩くようになったこと。あやまんがファンタジスタさくらだを誘い、同年秋にさくらだがルーキタエを誘う。普通の合コン風に食事をしたあと、カラオケで豹変して盛り上がり、飲み会の相手を驚かせることで評判になる。
2010年1月28日放送回のフジテレビのバラエティ番組『とんねるずのみなさんのおかげでした』のコーナー「第1回博士と助手 安すぎて伝わらない素人芸選手権」に、おぎやはぎの矢作兼の推薦で出場し、優勝し話題となる。その宴会芸の中で用いられた木村由姫の楽曲「LOVE & JOY（DJ OZMAバージョン）」にてサビに乗せて発する「ぽいぽいぽいぽぽいぽいぽぴー」や、「ニンニンニン、ニンニンニン、ニンニンニンたらニンニンニン」などのコール（台詞）はのちに着ボイス化され、女子中高生の間では流行語にもなった。第2回大会では、オープニングアクトとして出演した。
ブームが一段落した後の2013年2月、メンバーのファンタジスタさくらだが結婚・妊娠による「戦力外通告」のためあやまんJAPANからの脱退を発表。それに伴い新メンバーのオーディションが行われ、新メンバーとして「金玉澤」（たまたまこ）「あいな」（めんそ〜れ愛菜）「サムギョプサル和田」の3人が選ばれた。そして、2013年3月14日の「さくらだ卒業LIVE in ニコファーレ」にてメンバー入れ替えが行われ、5人体制にて新生あやまんJAPANがスタートした。その後もグループとしての活動は停滞状態にあったが、あやまん監督の一念発起により、個人事務所「あやまんJAPAN株式会社」を設立。2014年7月7日より営業開始となった。

## 音楽活動
2010年6月30日発売の青山テルマのシングル「サマーラブ!! feat. RED RICE from 湘南乃風」のミュージック・ビデオの振り付けを担当した。また、あやまんJAPANメンバーが中心になって「ポイポイオールスタースペシャルver」も制作された。
同年10月12日に公開された情報サイト『メンズサイゾー』でのインタビューで、CDを発売する事を明かした。同年10月27日によしもとアール・アンド・シーより発売情報が公開された。12月1日にシングル「ぽいぽいぽいぽぽいぽいぽぴー」で歌手デビューを果たした。
2011年4月20日に初の映像作品『あやまんJAPANのDVD-ポテトが熱くて食べられない-』を発売。このDVDにはプロモーションシングル「あやまんジェットコースター」を収録したCDが付いている。同年6月1日に発売されたNERDHEADのシングル「どうして好きなんだろう feat. Mai.K」の公式サポーターに選ばれ、YouTubeに応援メッセージを公開し、「ぽいぽいぽいぽぽいぽいぽぴー（切ないVer.）」を披露。
同年6月15日にお笑い芸人楽しんごとのコラボレーション配信楽曲「ドドスコぽいぽいのうた」を発表。同年8月10日には、オリエンタルラジオの藤森慎吾とのコラボレーションシングル「夏あげモーション」を発売。10月5日に藤森とのコラボレーション第2弾シングル「失恋ベイビー」を発売。12月7日に、これまでの楽曲とミュージック・ビデオが全て収録されたCD+DVD形態のコンプリートアルバム『ぽいぽい』を発売。
2021年11月24日発売のプロレス団体DRAGONGATEのサウンドトラック「OPEN THE MUSIC GATE 2021」(DRAGON GATE RECORDS/タワーレコード)に亀井丈人テーマ曲「JACKY FUNKY BABY」で参加。以降、同選手の入場テーマ曲として使用される。

## 俳優
2011年、沖縄国際映画祭の上映作品『ラブポリス〜ニート達の挽歌〜』で映画デビュー。

## メンバー
総メンバーは100名以上がいるとされる。あやまん監督らレギュラーメンバーをはじめ、「ネタ班（スタメン）」、若い「女子大生班」、いるだけで十分な「ビジュアル班」、新人の「ユース」、海外で活躍する「海外班」などがいる。メンバーの本業は学生から会社員まで様々である。

### レギュラーメンバー
- あやまん監督（1979年5月26日（45歳） - ）血液型はA型。

リーダー。本名（旧姓）は森川彩（もりかわ あや）。群馬県前橋市出身。自称「股間担当」。
実家は前橋市で不動産業を営んでいた。中学時代は合唱部に所属。
かつてイベントコンパニオンとして働いていた。舌の長さは約10センチあるという。
グループ活動とは別に舞台女優、キックボクシング、会社設立などマルチに活動している。
テレビ番組であやまんジェットコースターを披露した際、「セクハラでは?」と視聴者から指摘された。「ハッとしましたね。ポップな“あげま   んパワー”でみんなを元気にするのがモットーなので、できれば誰も傷つけたくないんですよ」と話した。
2023年2月2日、一般男性との結婚および第一子の男児出産を公表。
- サムギョプサル和田（1987年12月14日（37歳） - ）血液型はA型。新「おっぱい担当」。
- たまたまこ（1990年10月11日（34歳） - ）血液型はO型。「金玉担当」。

### 過去のレギュラーメンバー
- ファンタジスタさくらだ（1985年6月22日（39歳） - ）血液型はO型。初期中心メンバーで「おっぱい担当」。

2012年にスチャダラパーのBoseと結婚。2013年3月14日の「さくらだ卒業LIVE in ニコファーレ」にてグループ脱退。
- ルーキタエ（1985年5月19日（39歳） - ）血液型はO型。初期中心メンバーで「お尻担当」。

2015年3月末をもってグループ脱退。DJとしても活動。
- めんそ〜れ愛菜（1986年1月15日（39歳） - ）血液型はA型。「顔担当」。沖縄県出身。

2015年4月8日のイベント「愛菜生誕祭2015〜永遠の18歳って言ってるけどほんとは何歳なの？〜」にて「年齢詐称による解雇」という名目で脱退。
2015年4月、歌手、タレント、モデルなどのマネージメントを行う株式会社ぶるーおーしゃん を設立。

## 作品

### シングル
| 枚数 | 発売日         | タイトル                                    | 最高位 | 収録アルバム |
| ---- | -------------- | ------------------------------------------- | ------ | ------------ |
| 1    | 2010年12月1日  | ぽいぽいぽいぽぽいぽいぽぴー                | 42位   | ぽいぽい     |
| 2    | 2011年8月10日  | 夏あげモーション（藤森慎吾とあやまんJAPAN） | 30位   | ぽいぽい     |
| 3    | 2011年10月5日  | 失恋ベイビー（藤森慎吾とあやまんJAPAN）     | 56位   | ぽいぽい     |
| 4    | 2014年11月12日 | DDD〜どこでも誰でも大丈夫〜                 |        |              |

#### プロモーションシングル
| 枚数 | 発売日         | タイトル                                         | 収録アルバム |
| ---- | -------------- | ------------------------------------------------ | ------------ |
| 1    | 2011年3月30日  | あやまんジェットコースター                       | ぽいぽい     |
| 2    | 2011年11月24日 | LA・LA・LA LOVE SONG〜久保田と潤子のラブソング〜 | ぽいぽい     |

### 配信限定
| 配信日         | タイトル                                          | 収録アルバム |
| -------------- | ------------------------------------------------- | ------------ |
| 2011年6月15日  | ドドスコぽいぽいのうた（楽しんごとあやまんJAPAN） | ぽいぽい     |
| 2012年12月26日 | ファンタジスタモンスター                          |              |
| 2013年2月20日  | タク代の唄                                        |              |
| 2018年10月3日  | 斉藤さん－Say To Love Me－                        |              |

### アルバム
| 枚数 | 発売日        | タイトル | 最高位 |
| ---- | ------------- | -------- | ------ |
| 1    | 2011年12月7日 | ぽいぽい | 118位  |

### 映像作品
| 枚数 | 発売日        | タイトル                                       | 最高位 | 形態   |
| ---- | ------------- | ---------------------------------------------- | ------ | ------ |
| 1    | 2011年4月20日 | あやまんJAPANのDVD-ポテトが熱くて食べられない- | 80位   | CD+DVD |

## メディア出演

### テレビ番組
- 20マウス（TBS、2011年4月20日 - 9月21日）あやまん監督のみ
- 有吉反省会（日本テレビ、2014年6月22日 - ）あやまん監督のみ
- ぶっちゃけ嬢〜26時のシンデレラ〜（テレビ東京、2015年1月7日 - 3月25日）あやまん監督のみ
- しくじり先生（テレビ朝日、2019年10月8日）あやまん監督のみ
- 相席食堂（朝日放送テレビ、2022年3月22日）あやまん監督のみ[18]

### ラジオ番組
- あやまんJAPANのぽいぽいRADIO!（エフエム大阪、2012年 - ）

### 映画
- ラブポリス〜ニート達の挽歌〜（2011年）
- アフロ田中（2012年）

あやまん監督
- 女優〜あなたには、人生を変えるチャンスがあるわ〜（2012年） - 立木望 役

### Vシネマ
サムギョプサル和田
- いけない!ルナ先生 アイドルって最高!!篇（2014年3月5日発売、エスピーオー）- 京子・きよ・浜子 役（一人三役）[19]

### 舞台
- HEY！ポール！（劇団 山田ジャパン）
- ブルーギルの計画（劇団 山田ジャパン）
- 記者倶楽部（劇団 山田ジャパン）

### Web配信
- SHOWROOM（毎週木曜日22:00 2014年 -）[20]
- 街録ch〜あなたの人生、教えて下さい〜（YouTube番組、2021年）監督のみ
- ABEMA Prime（2022年3月23日、ABEMA）監督のみ、MC

## 書籍
| 発売日         | タイトル                                                 | 出版社       | ISBN                   |
| -------------- | -------------------------------------------------------- | ------------ | ---------------------- |
| 2011年12月21日 | あやまんJAPON（本）〜あやまんJAPAN公式試合ハンドブック〜 | ワニブックス | ISBN 978-4-8470-9044-8 |

## ライブ
| 期間                        | タイトル                                            | 会場                                       |
| --------------------------- | --------------------------------------------------- | ------------------------------------------ |
| 2010年6月3日                | あやまんJAPAN開幕戦〜みんなイク時は一緒だよ〜       | 代官山LOOP                                 |
| 2010年9月17日               | あやまんJAPAN★LIVE〜原宿青春白書〜                  | 原宿アストロホール                         |
| 2011年6月10日-2011年6月24日 | あやまんJAPAN全国遠征試合「マジお前らに会いてぇわ」 | サンシャイン栄・FANJ twice・Shibuya O-EAST |

## 受賞歴
- 2012年 第26回日本ゴールドディスク大賞ベスト5ニュー・アーティスト（邦楽）[21]